# Corallinapetra
Corallinapetra, rod crvenih alga iz podrazreda Corallinophycidae čiji je jedini predstavnik do 2021. bila morska alga C. novaezelandiae, otkrivena 2015. kod otoka Stephenson kod Sjevernog otoka, Novi Zeland.. Godine 2021.. iz roda Lithothamnion izdvojena je vrsta Lithothamnion gabrielii Foslie i uključena u ovaj rod kao Corallinapetra gabrielii.
Nova porodica i red uvedeni su i opisani 2021.

## Vrste
1. Corallinapetra gabrielii (Foslie) S.Y.Jeong, W.A.Nelson, B.Y.Won & T.O.Cho
2. Corallinapetra novaezelandiae T.J.Farr, W.A.Nelson & J.E.Sutherland